# Dom Inocêncio
Dom Inocêncio est une municipalité brésilienne située dans l'État du Piauí.